# Acanthodactylus pardalis
Espèce
Synonymes
- Lacerta pardalis Lichtenstein, 1823
- Lacerta deserti Milne-Edwards, 1829

Statut de conservation UICN

 VU A2c; B1ab(i,ii,iii) : Vulnérable
Acanthodactylus pardalis est une espèce de sauriens de la famille des Lacertidae.

## Répartition
Cette espèce se rencontre en Algérie, en Libye, en Égypte et en Jordanie.

## Description
C'est un lézard terrestre dont l'habitat naturel est les plaines et prairies sèches et les zones arbustives sèches.

## Taxinomie
La population d'Israël autrefois considérée comme appartenant à cette espèce a été décrite comme une espèce distincte appelée Acanthodactylus beershebensis.

## Publication originale
- Lichtenstein, 1823 : Verzeichniss der Doubletten des Zoologischen Museums der Königlichen Friedrich-Wilhelm-Universität zu Berlin nebst Beschreibung vieler bisher unbekannter Arten von Säugethieren, Vögeln, Amphibien und Fischen. Königlich Preussische Akademie der Wissenschaften, Berlin, p. 1-118 (texte intégral).